# Compsoctena dermatodes
Compsoctena dermatodes är en fjärilsart som beskrevs av Edward Meyrick 1914. Compsoctena dermatodes ingår i släktet Compsoctena och familjen Eriocottidae. Inga underarter finns listade i Catalogue of Life.